# 飛行場灯火

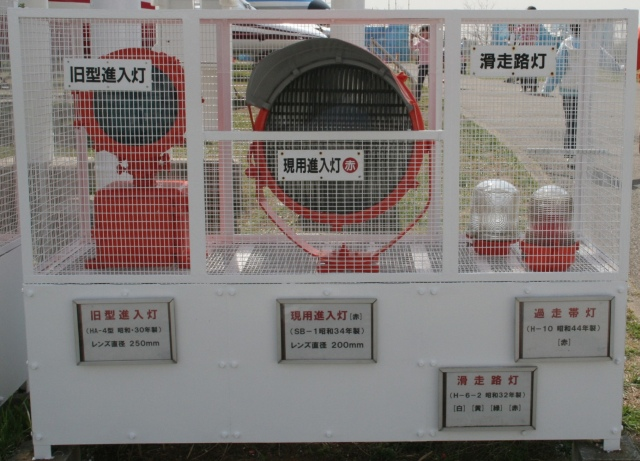
飛行場灯火の例（航空科学博物館の展示）

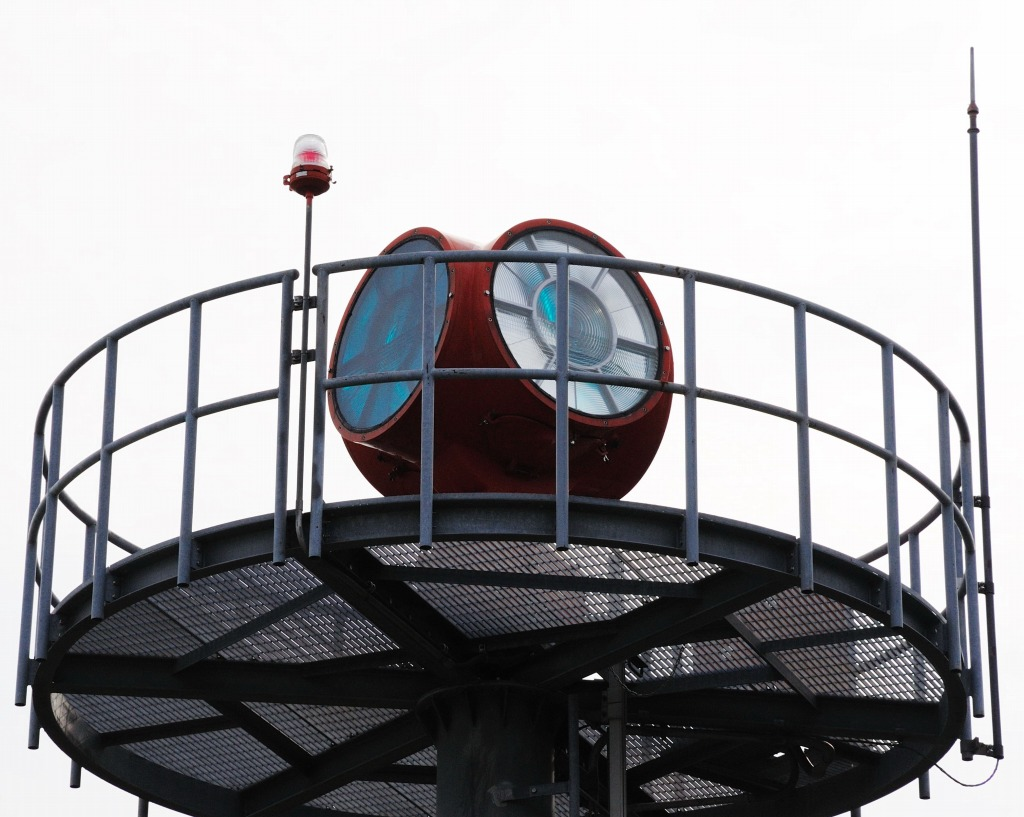
飛行場灯台

飛行場灯火（ひこうじょうとうか）は、航空法施行規則第114条で定められる、航空機の離陸又は着陸を支援するための灯火である。航空保安施設のうち、航空灯火の一つ。
次の種類があり、それぞれの設置基準は航空法施行規則第117条で定められている。

## 種類
飛行場灯台（Aerodrome Beacon / ABN）
航行中の航空機に空港等の位置を示すために空港等又はその周辺の地域に設置する灯火。海辺に設置されている飛行場灯台については、海上保安庁の「灯台表」にも明記されている。
補助飛行場灯台（Identification Beacon / IBN）
航行中の航空機に空港等の位置を示すためにモールス符号方式で明滅する灯火。
進入灯（Approach Lighting System / ALS）
着陸しようとする航空機に対し、最終進入経路を示すために進入区域及び着陸帯内に設置する灯火。
進入角指示灯（Precision Approach Path Indicator / PAPI）
着陸しようとする航空機に対し、その着陸進入角度の良否を示すために設置する灯火。陸上空港では末端付近に、陸上ヘリポートでは着陸区域付近に設置する。
旋回灯（Circling Guidance Lights / CGL）
滞空旋回中の航空機に対し、滑走路の位置を示すために滑走路の外側に設置する灯火。
進入灯台（Approach Light Beacon / ALB）
着陸しようとする航空機に対し、進入区域内の要点を示すために設置する灯火。
進入路指示灯（Approach Guidance Lights / AGL）
着陸しようとする航空機に対し、その最終進入に至るまでの進入経路を示すと同時に、離陸した航空機に対し、離陸後の経路を示すための灯火。
滑走路灯（Runway Edge Lights / REDL）
着陸または離陸する航空機に対し、滑走路を示すために滑走路両側に設置する灯火。
滑走路末端灯（Runway Threshold Lights / RTHL）
着陸または離陸する航空機に対し、滑走路の末端を示すために滑走路両末端に設置する灯火。
滑走路末端補助灯（Wing Bar Lights / WBAR）
滑走路末端灯を補助するためにその周辺に設置される灯火。
滑走路末端識別灯（Runway Thresold Identification Light / RWYTIL）
着陸しようとする航空機に対し、滑走路の末端を示すために滑走路両末端に配置する灯火。
滑走路中心線灯（Runway Center Line Lights / RCLL）
着陸または離陸する航空機に対し、滑走路の中心線を示すために滑走路の中心線に設置する灯火。
接地帯灯（Runway Touchdown Zone Lights / RTZL）
着陸しようとする航空機に対し、接地帶を示すために接地帯内に設置する灯火。
滑走路距離灯（Runway Distance Marker Lights / DML）
滑走路を走行中の航空機に対し、滑走路の先端からの距離を示すために設置する灯火。
過走帯灯（Overrun Area Edge Lights / ORL）
着陸または離陸する航空機に対し、過走帯を示すためにその周辺に設置する灯火。
離陸目標灯（Take-off Aiming Lights / AIM）
離陸する航空機に対し、離陸の方向を示すために目標として設置する灯火。
非常用滑走路灯（Emergency Runway Lights）
滑走路灯及び滑走路末端灯が故障した場合に使用する可動式の灯火。
着水路灯（Channel Lights）
水上空港等において着陸帯を示すためにその片側又は両側に配置する灯火。
着水路末端灯（Channel Threshold Lights）
水上空港等において着陸帯の末端をしめすためにその両末端に配置する灯火。
誘導路灯（Taxiway Edge Lights / TWYL）
地上走行中の航空機に転回区域を除く誘導路及びエプロンの縁を示すために設置する灯火。
誘導路中心線灯（Taxiway Center Line Lights / TWCL）
地上走行中の航空機に対し、誘導路の中心線及び滑走路又はエプロンへの出入経路を示すために誘導路の中心線及び、出入経路に設置する灯火。
停止線灯（Stop Bar Lights）
地上走行中の航空機に一時停止の要否及び一時停止すべき位置示すために設置する灯火。

滑走路警戒灯（Runway Guard Lights）
地上走行中の航空機に滑走路に入る前に一時停止すべき位置を示すために設置する灯火。
中間待機位置灯（Intermediate Holding Position Lights）
地上走行中の航空機に一時停止すべき位置を示すために設置する灯火であつて停止線灯及び滑走路警戒灯以外のもの。
誘導案内灯（Taxiing Guidance Sign / TXGS）
地上走行中の航空機に対し航空機の目的地、経路、分岐点等を示すために設置する灯火。
転回灯（Turning Point Indicator Lights / TPIL）
地上走行中の航空機に転回区域における転回経路を示すために転回区域の周辺に設置する灯火。
駐機位置指示灯（Visual Docking Guidance System / VDGS）
地上走行中の航空機にエプロンにおける駐機位置への走行経路からの偏差及び駐機位置までの距離を示すために設置する灯火。
誘導水路灯（Taxi Channel Lights）
航空機に誘導水路を示すために配置する灯火。
着陸方向指示灯（Landing Direction Indicator Lights）
着陸する航空機に対し、着陸の方向を示すためにＴ型又は四面体の形象物に設置する灯火。
風向灯（Wind Direction Indicator Lights / WDIL）
航空機に風向きを示すために設置する灯火。
指向信号灯（Light Signals, Light gun）
航空交通の安全のために、航空機等へ必要な信号を送るために設置する灯火
禁止区域灯（Unserviceability Lights）
航空機に対し、空港内の使用禁止区域を示すために設置する灯火。
着陸区域照明灯（Lading Area Flood Lights / LAFL）
着陸区域を照明するために設置する灯火。
境界灯（Boundary Lights）
着陸又は離陸する航空機に対し、着陸又は離陸が可能な範囲を示すために設置する灯火。
水上境界灯（Water Boundary Lights）
着水又は離水する航空機に対し、着水又は離水が可能な範囲を示すために設置する灯火
境界誘導灯（Range Lights / RG）
着陸又は離陸する航空機に対し、着陸又は離陸に適する方向を示すため、境界灯に併列して設置される灯火。
水上境界誘導灯（Water Range Light）
水上境界灯に併列して航空機の離水及び着水に適する方向を示すために特に色別して配置する灯火。

## 評価運用中の飛行場灯火
まだ、航空法に規定された灯火ではなく、2011年12月15日より評価運用中のものである。評価運用で問題がなければ正式運用される見込み。
滑走路状態表示灯システム（Runway Status Lights / RWSL）
航空機及び車両の滑走路への誤進入並びに航空機の誤った離陸滑走を防止することを目的として、他の航空機又は車両が滑走路を占有（使用） している場合に、離陸しようとする航空機又は滑走路に進入しようとする航空機若しくは車両に対し、灯火によって自動で警報を発するシステム。次の二つの灯火がある。
- 滑走路入口灯（Runway Entrance Lights / REL）

他の航空機が滑走路を占有している場合に点灯し、滑走路入口付近に設置される灯火。REL整備の暫定期間中は，一部で可変表示型誘導案内灯（Variable Message Signs / VMS）が導入される。
- 離陸待機灯（Takeoff Hold Lights / THL）

他の航空機又は車両が滑走路を占有している場合に点灯し、滑走路上に設置される灯火